# グレイハウンド (駆逐艦・2代)
|          | |
| 艦歴     | |
| 発注     | |
| 起工     | 1934年9月20日                                                                                                 |
| 進水     | 1935年8月15日                                                                                                 |
| 就役     | 1936年1月31日                                                                                                 |
| その後   | 1941年5月22日戦没                                                                                             |
| 除籍     | |
| 性能諸元 | |
| 排水量   | 基準：1,350トン 満載：1,854トン                                                                               |
| 全長     | 323 ft (98 m)                                                                                                 |
| 全幅     | 33 ft (10 m)                                                                                                  |
| 吃水     | 12.4 ft (3.8 m)                                                                                               |
| 機関     | アドミラリティ式重油専焼水管缶 3基 パーソンズ式オール・ギヤードタービン 2基 34,000shp、2軸推進                |
| 最大速力 | 36ノット (66.7 km/h)                                                                                          |
| 航続距離 | 5,530海里/15ノット                                                                                            |
| 乗員     | 145名 |
| 兵装     | Mark IX 4.7in（120mm） 単装砲 4基 12.7mm 4連装機銃 2基 533mm 4連装魚雷発射管 2基 爆雷 爆雷投射機 爆雷投下軌条 |

グレイハウンド (HMS Greyhound, H05) は、1935年進水のイギリス海軍の駆逐艦。G級。

## 艦歴
1934年9月20日起工。1935年8月15日進水。1936年1月31日就役。
1940年は、ノルウェイ作戦、次いでフランス、ベルギーからの撤退作戦に参加。ダイナモ作戦中の5月31日に損傷。
1940年9月23日のダカール沖海戦（メネス作戦）の際、「グレイハウンド」と駆逐艦「フュリー」、重巡洋艦「オーストラリアは」ヴィシーフランス軍の駆逐艦「ローダシュー」と交戦し、「ローダシュー」を炎上させ座礁に追い込んだ。11月はじめのコート作戦では、「グレイハウンド」は戦艦「バーラム」や巡洋艦「ベリック」、「グラスゴー」を護衛し、それらの艦艇は地中海艦隊に加わった。「グレイハウンド」はアレクサンドリアで第14駆逐艦戦隊に転属となった。「グレイハウンド」はカラー作戦中の11月27日に発生したスパルティヴェント岬沖海戦に参加した。
1941年1月、「グレイハウンド」はMC4作戦に参加した。同月19日にはピレウスへの船団護衛中にイタリア潜水艦「ネゲリ」を撃沈。さらに1月中に、「グレイハウンド」は駆逐艦「ジュノー」、「ジャーヴィス」、「ジェイナス」とともに損傷した空母「イラストリアス」をマルタからアレクサンドリアまで護衛した。3月6日、ギリシャにイギリス兵を輸送するGA8船団攻撃を試みたイタリア潜水艦「アンフィトリーテ」を撃沈。3月28日から29日に行われたマタパン岬沖海戦ではグレイハウンドは地中海艦隊の主力艦を護衛し、夜戦は「グレイハウンド」の探照灯がイタリア巡洋艦を照らし出すことで開始された。「グレイハウンド」と姉妹艦の「グリフィン」はイタリアの駆逐艦を攻撃したが、自身が張った煙幕を通過した際に敵を見失った。4月17日、オーストラリア駆逐艦「ヴェンデッタ」とともに北アフリカ沿岸での対船舶掃討中、アポロニア沖でイタリアの帆船「Romagna」を沈めた。5月、エジプトへの増援部隊を運ぶタイガー船団を地中海艦隊が護衛した際、「グレイハウンド」は艦隊の大型艦を護衛した。

### クレタ島の戦い
クレタ島の戦い中の5月22日、ドイツの侵攻船団攻撃にあたる巡洋艦部隊を支援する戦艦「ウォースパイト」をクレタ島西方沖で護衛した。
同日、「グレイハウンド」は大型のカイクの撃沈に派遣された。その撃沈には成功したが、13時51分に敵機の攻撃を受けた。8機のJu 87による攻撃で爆弾3発が命中し、「グレイハウンド」は沈没。生存者救助に駆逐艦「キングストン」と「カンダハー」が派遣され、その支援のため軽巡洋艦「フィジー」と「グロスター」も派遣されたが、「フィジー」と「グロスター」も爆撃により失われる結果となった。
「グレイハウンド」では80名が死亡した。また4名がドイツ軍により救助されている